# Gajabarwadi, Chikodi
Gajabarwadi là một làng thuộc tehsil Chikodi, huyện Belgaum, bang Karnataka, Ấn Độ.